# Патуакхали (округ)
Патуакхали (бенг. পটুয়াখালী জেলা, англ. Patuakhali District) — округ на юге Бангладеш, в области Барисал. Образован в 1969 году из части территории округа Бакергандж. Административный центр — город Патуакхали. Площадь округа — 3205 км². По данным переписи 2001 года население округа составляло 1 444 340 человек. Уровень грамотности взрослого населения составлял 36,4 %, что ниже среднего уровня по Бангладеш (43,1 %). Религиозный состав населения: мусульмане — 91,45 %, индуисты — 8,39 %.

## Административно-территориальное деление
Округ состоит из 7 подокругов (upazilas) и 1 таны (thana):
1. Баупхал (Баупхал)
2. Дасмина (Дасмина)
3. Галачипа (Галачипа)
4. Калапара (Калапара)
5. Мирзагандж (Мирзагандж)
6. Патуакхали-Садар (Патуакхали)
7. Думки (Думки)
8. Рангабали (тана)